# Ballyconneely
Ballyconneely (in irlandese Baile Conaola) è una località della Repubblica d'Irlanda. Fa parte della contea di Galway, nella provincia di Connacht.
Nel 1906 Guglielmo Marconi vi fondò una stazione radiotelegrafica; gli aviatori John Alcock e Arthur Whitten Brown nel 1919 vi conclusero la prima trasvolata atlantica senza scalo.